# 대한민국 민사소송법 제186조
대한민국 민사소송법 제186조는 보충송달·유치송달에 대한 민사소송법조문이다.

## 조문
제186조(보충송달·유치송달) (1) 근무장소 외의 송달할 장소에서 송달받을 사람을 만나지 못한 때에는 그 사무원, 피용자(被用者) 또는 동거인으로서 사리를 분별할 지능이 있는 사람에게 서류를 교부할 수 있다.
(2) 근무장소에서 송달받을 사람을 만나지 못한 때에는 제183조제2항의 다른 사람 또는 그 법정대리인이나 피용자 그 밖의 종업원으로서 사리를 분별할 지능이 있는 사람이 서류의 수령을 거부하지 아니하면 그에게 서류를 교부할 수 있다.
(3) 서류를 송달받을 사람 또는 제1항의 규정에 의하여 서류를 넘겨받을 사람이 정당한 사유 없이 송달받기를 거부하는 때에는 송달할 장소에 서류를 놓아둘 수 있다.

## 판례

### 헌법재판소 2018. 7. 26. 선고 2016헌바159 전원재판부 결정 [민사소송법 제186조 제3항 위헌소원]
- 심판대상조항은 송달받을 사람과 일정한 관계에 있는 동거인이 송달받기를 거부하는 경우 송달장애로 인한 절차지연을 방지하고 신속한 재판의 실현이라는 공익을 달성함과 동시에 이를 통해 소송상대방을 보호하려는 것이므로 그 입법목적은 정당하다. 그리고 동거인이 정당한 사유 없이 수령을 거부하는 경우 송달장소에 송달서류를 놓아두는 방법으로 송달의 효과를 인정함으로써 후속 절차의 진행을 가능하게 하는 것은 위 입법목적을 달성하는 데 적합한 수단이 된다.

- 당사자의 공정한 재판을 받을 권리를 보장하면서도 다른 한편 신속한 재판의 전제로서 원활하고 신속한 송달을 위해 직접 교부하는 송달방식에 대한 예외를 제한적으로 인정할 필요가 있다.

- 절차지연을 방지하기 위하여 예외적으로 유치송달의 필요성이 인정되고, 그 요건이 엄격하게 한정되어 있으며, 그 요건을 모두 갖춘 경우에도 유치송달 실시 여부는 송달실시기관의 재량에 맡겨두었고, 근래 동거인의 수가 줄어들면서 유치송달의 가능성도 줄어들고 있으며, 송달장소 신고제도 등을 통해 당사자가 입을 수 있는 불이익을 줄일 수 있으므로 심판대상조항은 침해의 최소성도 갖추고 있다고 할 것이다.

- 송달서류가 당사자 본인에게 제때 전달되지 않는 경우 등 예외적으로 심판대상조항으로 인해 불이익을 받는 경우가 있으나 이는 상대방 당사자의 신속한 재판을 받을 권리의 보장을 포함한 민사소송 절차의 신속성 등의 공익보다 결코 크다고 볼 수 없으므로 법익의 균형성도 갖추고 있다.